# TLC (tv-kanal)
 For alternative betydninger, se TLC. (Se også artikler, som begynder med TLC)
TLC er en oprindelig amerikansk tv-kanal på kabel-tv, med forskellige former for reality-tv, der sendes i forskellige versioner døgnet rundt i forskellige dele af verden. Kanalen ejes af Discovery Communications.

## Liste over serier
- 19 Kids and Counting